# Marcijan Kapela
Marcijan Kapela (latinsko Martianus Minneus Felix Capella), rimski pisatelj in filozof, * ok. 360 n. št., † 5. stoletje.

## Življenje
Martianus Minneus Felix Capella (rojen okoli 410) je bil poznoantični latinski prozaist in eden prvih razvijalcev sistema sedmih svobodnih umetnosti, ki je bil podlaga za zgodnjesrednjeveško izobraževanje. Bil je latinski pisec iz Kartagine, ki je pisal med letoma 410 in 439. Njegovo edino enciklopedično delo De nuptiis Philologiae et Mercurii ("O poroki Filologije in Merkurja"), imenovano tudi De septem disciplinis ("O sedmih disciplinah"), je zapletena didaktična alegorija, napisana v mešanici proze in verznih vložkov. Knjiga obsega 500 današnjih tiskanih strani.
Marcijan pogosto predstavlja filozofske poglede, ki temeljijo na neoplatonizmu, platonski filozofski šoli, katere začetnik je bil Plotin in njegovi privrženci. Tako kot njegov skorajšnji sodobnik Makrobij, ki je prav tako napisal pomembno delo o klasični rimski religiji, tudi Marcijan nikoli neposredno ne opredeli svoje verske pripadnosti. Veliko njegovih del je v obliki dialoga, zato stališča sogovornikov morda ne predstavljajo avtorjevih lastnih stališč.
Po Cassiodorju je bil Marcijan doma iz Madaure, ki je bila Apulejevo rojstno mesto v rimski provinci Afriki. Zdi se, da je kot pravnik deloval v rimski Kartagini.
Marcijan je deloval v 5. stoletju, pisal je po tem, ko je Alarik I. leta 410 oplenil Rim, kar omenja tudi v svojih delih, vendar očitno pred tem, ko so Vandali leta 429 osvojili severno Afriko.
Sredi 6. stoletja je besedilo v Rimu prejel Securus Memor Felix, profesor retorike, saj njegov osebni podpis na koncu I. knjige zapiše, da je Marcijan delal "po najbolj pokvarjenih vzorcih". Gerardus Vossius je to napačno razumel, kot da je Marcijan sam deloval v 6. stoletju, kar je povzročilo dolgoletno napačno mnenje o Marcijanovi dataciji.
Po njem je poimenovan lunarni krater Capella.

## De nuptiis
Edino enciklopedično delo De nuptiis Philologiae et Mercurii ("O poroki Filologije in Merkurja"), včasih imenovano De septem disciplinis ("O sedmih disciplinah") ali Satirikon, je kompleksna didaktična alegorija, napisana v mešanici proze in zapletenih aluzivnih verzov, prosimetrum v slogu Varrovih Menippejevih satir. Slog je razgiban in zapleten, poln metafor in nenavadnih izrazov. Knjiga je bila zelo pomembna za opredelitev standardne formule akademskega učenja od pokristjanjenega rimskega cesarstva v 5. stoletju do renesanse v 12. stoletju. Ta formula je vključevala srednjeveško ljubezen do alegorije kot sredstva za predstavitev znanja in strukturiranje tega učenja okoli sedmih svobodnih umetnosti.
Knjigo, ki je v obliki povzetka zajela omejeno klasično kulturo njegovega časa, je posvetil svojemu sinu. Njena okvirna zgodba v prvih dveh knjigah govori o dvorjenju in poroki Merkurja, ki so ga zavrnile Modrost, Vedeževanje in Duša, skupaj. Filologijo, ki postane nesmrtna pod zaščito bogov, Muz, kardinalnih vrlin in milosti. Naslov se nanaša na alegorično združitev intelektualno koristnega iskanja učenosti (Merkur) s pomočjo umetnosti črk.
Med poročnimi darovi je sedem deklet, ki bodo služabnice Filologije. To je sedem svobodnih umetnosti: Gramatika, Dialektika, Retorika, Geometrija, Aritmetika, Astronomija in glasbena Harmonija. Ob predstavitvi vsake umetnosti poda razlago načel znanosti, ki jo predstavlja, in tako poda povzetek sedmih svobodnih umetnosti. Na slavju sta bili prisotni še dve drugi umetnosti, arhitektura in medicina, ki pa sta v družbi nebeških božanstev molčali, saj skrbita za zemeljske stvari.
Vsaka knjiga je povzetek ali kompilacija prejšnjih avtorjev. Obravnava predmetov spada v tradicijo, ki sega do Varrovih Disciplinae, celo do Varrove bežne omembe arhitekture in medicine, ki sta bili v času Marcijana Kapele mehanični umetnosti, snov za pametne sužnje, ne pa za senatorje. Klasični rimski učni načrt, ki se je v veliki meri prek knjige Marcijana Kapele prenesel v zgodnji srednji vek, je krščanstvo spremenilo, ampak ni revolucioniralo. Verzni deli, ki so v glavnem pravilno in klasično oblikovani, posnemajo Varra.
Osma knjiga opisuje spremenjeni geocentrični astronomski model, po katerem Zemlja miruje v središču vesolja, okoli nje krožijo Luna, Sonce, trije planeti in zvezde, medtem ko Merkur in Venera krožita okoli Sonca. To  misel je Kopernik pohvalil v prvi knjigi De revolutionibus orbium coelestium.
Marcijan Kapela je najbolje razumljiv z vidika ugleda njegove knjige. Delo so brali, poučevali in komentirali ves zgodnji srednji vek in je oblikovalo tudi način evropskega izobraževanje v zgodnjem srednjem veku in karolinški renesansi.

## Vpliv
Marcijana Kapelo lahko najbolje razumemo z vidika ugleda njegove knjige. Delo so brali, poučevali in komentirali ves zgodnji srednji vek in je oblikovalo evropsko izobraževanje v zgodnjem srednjem veku in karolinški renesansi. Že konec 5. stoletja je Afričan, Fulgencij, sestavil delo po njegovem vzoru. Opomba, ki jo najdemo v številnih rokopisih napisal jo je nek Securus Memor Felix, ki je nameraval pripraviti izdajo kaže, da je bilo gosto in zapleteno besedilo De nuptiis okoli leta 534 že brezupno poškodovano zaradi pisarskih napak. Drug pisec iz 6. stoletja, Gregor iz Toursa, potrjuje, da je knjiga postala tako rekoč šolski priročnik. C. Leonardi je v svoji študiji iz leta 1959 popisal 241 obstoječih rokopisov De nuptiis, kar priča o njeni priljubljenosti v srednjem veku.  Obilno so ga komentirali: John Scotus Erigena, Hadoard, Alexander Neckham in Remigij iz Auxerra. V 11. stoletju je nemški menih Notker Labeo prevedel prvi dve knjigi v staro visoko nemščino. Marcijan je še naprej igral pomembno vlogo prenašalca antične učenosti do vzpona novega sistema učenja, ki je temeljil na sholastičnem aristotelizmu. Že v 13. stoletju so Marcijanu pripisovali zasluge za nastanek študija astronomije.
Sodobne razlagalce Marcijanove ideje manj zanimajo, "razen zaradi luči, ki jo njegovo delo meče na to, kaj so ljudje v drugih časih in krajih vedeli ali mislili, da je pomembno vedeti o artes liberales". C. S. Lewis v Alegoriji ljubezni pravi, da "vesolje, ki je ustvarilo čebeljo orhidejo in žirafo, ni ustvarilo nič bolj čudnega kot Marcijana Kapele".
Izdaja De nuptiis, ki jo je uredil Franciscus Vitalis Bodianus, je bila natisnjena v Vicenzi leta 1499. Relativno pozen datum natisa dela in skromno število poznejših izdaj kažeta na upad njegove priljubljenosti, razen kot osnovnega izobraževalnega priročnika v svobodnih umetnostih. Dolga leta je bila standardna izdaja dela A. Dicka (Teubner, 1925), vendar je J. Willis leta 1983 za Teubner pripravil novo izdajo. Ta priročnik je postal avtoriteta za srednji vek. 
Sodoben uvod, ki se osredotoča na matematične umetnosti, je Martianus Capella and the Seven Liberal Arts, Vol. 1: The Quadrivium of Martianus Capella: Drugi zvezek tega dela je angleški prevod De nuptiis.